# Гурупа

Гурупа на карте штата.

Гурупа (порт. Gurupá) — муниципалитет в Бразилии, входит в штат Пара. Составная часть мезорегиона Маражо. Входит в экономико-статистический микрорегион Портел. Население составляет 29 062 человек на 2010 год. Занимает площадь 8540,113 км². Плотность населения — 3,4 чел./км². Помимо территории на материке, муниципалитету подчиняется остров Илья-Гранди-ди-Гурупа — второй по величине речной остров в дельте Амазонки.

## Демография
Согласно сведениям, собранным в ходе переписи 2010 г. Национальным институтом географии и статистики (IBGE), население муниципалитета составляет:
| Полное население                               | Полное население                               | Полное население                               | Полное население                               | 29 062 |
| ---------------------------------------------- | ---------------------------------------------- | ---------------------------------------------- | ---------------------------------------------- | ------ |
| в том числе:                                   | Городское население                            | 9580                                           | Процент городского населения, %                | 32,96  |
|                                                | Сельское население                             | 19 482                                         | Процент сельского населения, %                 | 67,04  |
|                                                | Мужское население                              | 15 400                                         | Процент мужского населения, %                  | 52,99  |
|                                                | Женское население                              | 13 662                                         | Процент женского населения, %                  | 47,01  |
| Плотность населения, чел/км²                   | Плотность населения, чел/км²                   | Плотность населения, чел/км²                   | Плотность населения, чел/км²                   | 3,40   |
| Население муниципалитета в % к населению штата | Население муниципалитета в % к населению штата | Население муниципалитета в % к населению штата | Население муниципалитета в % к населению штата | 0,38   |

По данным оценки 2015 года население муниципалитета составляет 31 623 жителя.

## Статистика
- Валовой внутренний продукт на 2003 год составляет 49 701 453,00 реалов (данные: Бразильский институт географии и статистики).
- Валовой внутренний продукт на душу населения на 2003 год составляет 2008,14 реалов (данные: Бразильский институт географии и статистики).
- Индекс развития человеческого потенциала на 2000 год составляет 0,631 (данные: Программа развития ООН).

## Административное деление
Муниципалитет состоит из 3 дистриктов:
| № | Наименование дистрикта | Наименование дистрикта (порт.) | Территория, км² | Население, чел.(2010) | Население, чел.(2010) | Население, чел.(2010) | Плотность, чел./км² | Код дистрикта |
| № | Наименование дистрикта | Наименование дистрикта (порт.) | Территория, км² | всего                 | городское             | сельское              | Плотность, чел./км² | Код дистрикта |
| 1 | Гурупа                 | Gurupá                         | 5691,31         | 21 768                | 9528                  | 12 240                | 3,82                | 150310105     |
| 2 | Карразеду              | Carrazedo                      | 1193,77         | 2402                  | -                     | 2402                  | 2,01                | 150310110     |
| 3 | Итатупан               | Itatupã                        | 1655,02         | 4892                  | 52                    | 4840                  | 2,96                | 150310115     |

## Важнейшие населенные пункты
| № | Населённый пункт | Населённый пункт (порт.) | Категория | Население чел. (2010) | На карте                       |
| - | ---------------- | ------------------------ | --------- | --------------------- | ------------------------------ |
| 1 | Гурупа           | Gurupá                   | город     | 9528                  | 1°24′29″ ю. ш. 51°38′42″ з. д. |